# Пшикори (Ґарволінський повіт)
Пшикори (пол. Przykory) — село в Польщі, у гміні Мясткув-Косьцельни Ґарволінського повіту Мазовецького воєводства.
Населення — 302 особи (2021).
У 1975-1998 роках село належало до Седлецького воєводства.

## Демографія
Демографічна структура станом на 2021 рік:
|          | Загалом | Допрацездатний вік | Працездатний вік | Постпрацездатний вік |
| -------- | ------- | ------------------ | ---------------- | -------------------- |
| Чоловіки | 150     | 41                 | 89               | 20                   |
| Жінки    | 152     | 32                 | 81               | 39                   |
| Разом    | 302     | 73                 | 170              | 59                   |